# Jeżów-Ług
Jeżów-Ług (niem. Josephsbruch) – przysiółek wsi Jełowa, położony w Polsce, w województwie opolskim, w powiecie opolskim, w gminie Łubniany.
W latach 1975–1998 przysiółek należał administracyjnie do województwa opolskiego.
W miejscowości znajduje się m.in. pomnik przyrody (dąb). W 1911 r. został on opisany jako „niezbyt wiele znaczący (3,5 m wysokości, 0,4 m w obwodzie), ale za to z bardzo ładną koroną”; sama miejscowość zaś jako „torfowisko wysokie z ogromnymi krzakami bagna zwyczajnego”.
Miejscowość jest położona na Równinie Opolskiej, na Obszarze Chronionego Krajobrazu „Lasy Stobrawsko-Turawskie”, w pobliżu Stobrawskiego Parku Krajobrazowego, Dębowych Gór i Jeziora Turawskiego. Najbliższe miasta to: Kluczbork, Olesno, Dobrodzień, Kolonowskie, Ozimek, Opole i Wołczyn.

## Historia
W 1865 r. miejscowość jest wzmiankowana jako część miejscowości Kały, a co za tym idzie, należąca do parafii Budkowice. Także w 1926 r. miejscowość administracyjnie była związana z Kałami i była oznaczana jako Kol. Jesowlug. W latach 30. XX w. w miejsce nazwy Jesowlug wprowadzono nazwę Josephsbruch.

## Komunikacja
Przez miejscowość przechodzą: 1 droga powiatowa nr 1333 (ulica Leśna), łącząca drogę krajową nr 45 z miejscowością Laskowice oraz Rowerowy Szlak Drewnianych Kościołów, na odcinku łączącym Kolanowice i Laskowice. Najbliższe drogi rangi krajowej i wojewódzkiej to: 45 (ok. 1 km) oraz 461 (ok. 4 km), 463 (ok. 6 km) i 494 (ok. 7 km).
Najbliższe stacje kolejowe to: Kały (ok. 4 km), Laskowice Oleskie (ok. 5 km) i Jełowa (ok. 5 km), znajdujące się przy linii kolejowej łączącej Opole z Kluczborkiem, po której kursują pociągi Przewozów Regionalnych Sp. z o.o., relacji Opole-Namysłów, Nysa-Kluczbork i Opole-Kluczbork. Najbliższe węzły kolejowe to: Jełowa (węzeł z nieczynnym odgałęzieniem w kierunku Namysłowa przez Pokój), Opole Główne (ok. 24 km) i Kluczbork (ok. 27 km).
W miejscowości znajduje się 1 przystanek autobusowy („Jełowa,kol.”), przy którym zatrzymują się autobusy: PKS-u w Kluczborku Sp. z o.o., PKS-u w Lublińcu Sp. z o.o., Opolskiego PKS-u SA i PKS-u Wieluń Sp. z o.o., kursujące na trasach: Opole-Bierdzany, Opole-Byczyna, Opole-Jaworzno, Opole-Kluczbork, Opole-Olesno, Opole-Praszka, Opole-Uszyce i Opole-Wieluń.